# Péninsule de Door
La péninsule de Door (en anglais : Door Peninsula) est une péninsule de l'est de l'État américain du Wisconsin séparant Green Bay du lac Michigan. D'une orientation nord-est, elle débute au nord des comtés de Brown et Kewaunee et inclut la totalité du comté de Door. Elle constitue la partie occidentale de l'escarpement du Niagara. Elle est connue pour ses vergers de pommiers et de cerisiers et est une destination touristique populaire. Elle est coupée en son milieu par le canal de Sturgeon Bay (en), achevé en 1882.

## Source
- (en) Cet article est partiellement ou en totalité issu de l’article de Wikipédia en anglais intitulé « Door Peninsula » (voir la liste des auteurs).